# Zarapicos
Zarapicos là một đô thị ở tỉnh Salamanca, tây Tây Ban Nha, thuộc cộng đồng tự trị Castile-Leon. Đô thị này có cự ly 20 km so với tỉnh lỵ Salamanca và có dân số thời điểm năm 2008 là 64 người. Đô thị Zarapicos có diện tích 7.65 km².
Zarapicos nằm ở khu vực có độ cao 784 mét trên mực nước biển.
Mã số bưu chính là 37170.